# Silurichthys citatus
Silurichthys citatus is een straalvinnige vissensoort uit de familie van de echte meervallen (Siluridae). De wetenschappelijke naam van de soort is voor het eerst geldig gepubliceerd in 1997 door Ng & Kottelat.